# Wacław Głazek
Wacław Głazek (ur. 26 września 1886 w Sandomierzu. zm. 1941 w Moskwie ?) – podpułkownik saperów inżynier Wojska Polskiego, kawaler Orderu Virtuti Militari, komisaryczny prezydent Łodzi (1935–1936), dyrektor DOKP w Wilnie (1936–1939).   

## Życiorys
Syn Ewy Tarło oraz Jana, prezydenta Częstochowy w latach 1902–1915. Uczył się w Progimnazjum Sandomierskim, Gimnazjum Radomskim i Gimnazjum Rządowym w Częstochowie. Następnie studiował na Wydziale Fizyko-Matematycznym Uniwersytetu Kazańskiego oraz w Instytucie Inżynierii i Komunikacji w Petersburgu w którym uzyskał absolutorium w 1914. Służył w wojsku rosyjskim (1915–1917), m.in. kończąc Wojskową Szkołę Inżynierii w Iżorze. Należał do Koła Młodych PPS Frakcji Rewolucyjnej. Werbował młodzież do „Strzelca”. We wrześniu 1917 wstąpił do I Korpusu Polskiego i organizował Polską Organizację Wojskową, w której był szefem sztabu okręgu częstochowskiego i współorganizatorem 27 pułku piechoty w Częstochowie. 11 listopada 1918 rozbrajał Niemców w Warszawie. Uczestnik wojny polsko-bolszewickiej 1920.
Po wojnie studiował na Wydziale Wojskowym Politechniki Lwowskiej, potem na Politechnice Warszawskiej, gdzie w 1924 otrzymał dyplom inżyniera. Wspomnienia wojenne publikował w periodyku „Czwartak”. W 1924 był dyrektorem nauk Obozu Szkolnego Saperów Kolejowych w Jabłonnie. W listopadzie 1927 został przeniesiony do Instytutu Badań Inżynierii na stanowisko pełniącego obowiązki kierownika instytutu. Z dniem 4 grudnia 1928 został przeniesiony z korpusu oficerów saperów kolejowych do korpusu oficerów inżynierii i saperów z pozostawieniem na zajmowanym stanowisku. 23 stycznia 1929 roku został awansowany na podpułkownika ze starszeństwem z dniem 1 stycznia 1929 roku i 2. lokatą w korpusie oficerów inżynierii i saperów. Z dniem 1 lipca tego roku został przeniesiony do 2 pułku saperów kolejowych w Jabłonnie na stanowisko dowódcy pułku. W październiku 1929, po przeformowaniu pułku w 2 batalion mostów kolejowych, objął stanowisko dowódcy tego batalionu. W sierpniu 1931 został przeniesiony do korpusu oficerów kontrolerów i przydzielony do Korpusu Kontrolerów. Z dniem 31 marca 1934 został przeniesiony do rezerwy, z równoczesnym przeniesieniem w rezerwie do korpusu oficerów inżynierii i saperów z przynależnością ewidencyjną do Oficerskiej Kadry Okręgowej Nr I.
Dyrektor miejskiego przedsiębiorstwa komunikacyjnego „Tramwaje i Autobusy m. st. Warszawy”, do 18 lipca 1935. Tymczasowy (komisaryczny) prezydent Łodzi (od 18 lipca 1935 do 23 czerwca 1936). Następnie dyrektor Dyrekcji Okręgowej Kolei Państwowych w Wilnie (1936–1939). Aresztowany 17 lub 25 września oraz 11 października 1939 w Wilnie przez NKWD. 
Są też kontrowersje związane z datą i miejscem śmierci. Według jednego ze źródeł został zamordowany w końcu 1939 lub na początku 1940 w Wilnie, gdzie został pochowany. Według relacji gen. W. Andersa był widziany po raz ostatni w 1941 w więzieniu NKWD na Łubiance. Przypuszczalnie zamordowany po 21 czerwca 1941.

## Ordery i odznaczenia
- Krzyż Srebrny Orderu Wojskowego Virtuti Militari nr 7595 (17 maja 1922)[11][12]
- Krzyż Niepodległości (12 marca 1931)[13]
- Krzyż Oficerski Orderu Odrodzenia Polski (11 listopada 1937)[14]
- Krzyż Walecznych (czterokrotnie)[15]
- Złoty Krzyż Zasługi (10 listopada 1928)[16]